# Автанеев, Никита Алексеевич
Ники́та Алексе́евич Автане́ев (род. 3 сентября 1995, Москва, Россия) — российский сноубордист, выступающий в хафпайпе и слоупстайле. Чемпион зимней Универсиады 2019 года в хаф-пайпе. Мастер спорта России.
● Участник Зимних Олимпийских игр Сочи (2014)
● Участник Зимних Олимпийских игр Корея (2018)
- Победитель этапов Кубка Европы в хафпайпе
- 7ми кратный чемпион России по сноуборду в хафпайпе (2013, 2014, 2015, 2016, 2017, 2018, 2019);
- Серебряный призёр Общего зачёта Кубка Европы в хафпайпе 2011-12;
- Победитель общего зачета Кубка Европы в хафпайпе (2015)
- Бронзовый призёр чемпионата мира в хафпайпе среди юниоров (2012);
- Участник Зимних Юношеских Олимпийских игр 2012 (хафпайп — 7 место).

## Спортивная карьера

### Юниорские достижения
| Год  | Место проведения  | Возраст | Хафпайп | Слоупстайл |
| ---- | ----------------- | ------- | ------- | ---------- |
| 2011 | ЮЧМ Вальмаленко   | U19     | 25      | 46         |
| 2012 | ЮОИ Инсбрук       | U18     | 7       | -          |
| 2012 | ЮЧМ Сьерра-Невада | U19     | 3       | -          |
| 2013 | ЮЧМ Эрзурум       | U19     | 12      | -          |

### Результаты выступлений в Кубке мира
| 2013-14 Итоги (AFU) | 2013-14 Итоги (AFU) | Кардона | Рука | Купер | Стоунхем | ОИ Сочи |
| Очков               | Место               | Х-П     | Х-П  | Х-П   | Х-П      | Х-П     |
| 178                 | 36                  | 26      | 20   | 42    | 22       | 25      |

| 2012-13 Итоги (AFU) | 2012-13 Итоги (AFU) | Кардона | Рука | Купер | ЧМ Стоунхем | Парк-Сити | Сочи | Сьерра-Невада |
| Очков               | Место               | Х-П     | Х-П  | Х-П   | Х-П         | Х-П       | Х-П  | Х-П           |
| 267                 | 74                  | DNS     | CANC | 27    | 48          | 30        | 19   | 24            |

| 2011-12 Итоги (AFU) | 2011-12 Итоги (AFU) | Кардона | Заас-Фе | Рука | Стоунхем | Бардонеккия |
| Очков               | Место               | Х-П     | Х-П     | Х-П  | Х-П      | Х-П         |
| 180                 | 83                  | -       | 23      | -    | 21       | CANC        |

### Дисквалификация
В январе 2020 года Федерация сноуборда России на основании и во исполнение решения РУСАДА приняла решение дисквалифицировать спортсмена Автанеева Никиту на 2 года за нарушение п. 2.4 Общероссийских антидопинговых правил, начиная с 10 октября 2019 года.